# Hầu Minh Hạo
Hầu Minh Hạo (tiếng Trung: 侯明昊, sinh ngày 3 tháng 8 năm 1997 tại Bắc Kinh, Trung Quốc) là một ca sĩ kiêm diễn viên người Trung Quốc, tốt nghiệp Học viện đào tạo âm nhạc hiện đại Bắc Kinh. Anh là cựu thành viên của nhóm nhạc Trung Quốc FRESH Cực khách thiếu niên đoàn. Nổi tiếng với vai diễn Kiểm Tử trong bộ phim Hàn Võ Ký (2017) và Hoa Bưu trong bộ phim Sống không dũng cảm uổng phí thanh xuân (2018).

## Tiểu sử
Năm 2012, Hầu Minh Hạo một mình bay sang Hàn Quốc để tham gia thử giọng và được nhận làm thực tập sinh của SM Entertainment. Sau đó 2 năm anh quay trở lại Trung Quốc để phát triển sự nghiệp. Sau khi trở về Trung Quốc Hầu Minh Hạo ra mắt với vai trò thành viên nhóm nhạc FRESH Cực khách thiếu niên đoàn nhưng quyết định rời đi vào năm 2016 để theo đuổi sự nghiệp solo.

## Sự nghiệp
Hầu Minh Hạo bắt đầu sự nghiệp diễn xuất của mình vào năm 2016 với vai phụ trong bộ phim Nghi Can X, cùng năm, tiếp tục đóng vai nam chính Tiêu Minh Hạo trong phim Thiên thần học đường và tham gia show thực tế Baby, let me go. Tới nửa cuối năm 2018, tên tuổi Hầu Minh Hạo được nhiều khán giả biết tới qua vai nam chính Hoa Bưu của bộ phim thanh xuân vườn trường Sống không dũng cảm uổng phí thanh xuân.
Năm 2024, Hầu Minh Hạo đóng vai nam chính Bách Lý Đông Quân trong phim Thiếu Niên Bạch Mã Túy Xuân Phong. Bách Lý Đông Quân là cháu trai duy nhất của Trấn Tây hầu Bách Lý Lạc Trần, tiểu công tử của hầu phủ, đại tôn chủ của thành Tuyết Nguyệt.
Trong Đại Mộng Quy Ly, Hầu Minh Hạo đảm nhận vai Chu Yếm - vốn là loài vượn trắng sinh ra từ lệ khí trời đất, sống qua ngàn năm trở thành Đại yêu. Chu Yếm yêu thích nhân gian và quý trọng con người, trong lòng luôn có thiện niệm. Dù là yêu nhưng điều mà Chu Yếm ghét nhất chính là yêu thú giết hại con người.

## Đĩa nhạc

### Singles
| Năm  | Tên                           | Tiếng Trung  | Album                                       | Ghi chú                                                                            |
| ---- | ----------------------------- | ------------ | ------------------------------------------- | ---------------------------------------------------------------------------------- |
| 2015 | Summer Fighting               |              | Chúc thế giới ngủ ngon                      |                                                                                    |
| 2015 | Chúc thế giới ngủ ngon        |              | Chúc thế giới ngủ ngon                      |                                                                                    |
| 2016 | Super Nanny Dad               | 超能奶爸     | Baby, Let me go OST                         | [ 8 ]                                                                              |
| 2016 | Hướng Đông Nam                | 东南方       | Angel Institute OST                         |                                                                                    |
| 2017 | Face Mask                     | 脸谱         | Cambrian Period OST                         | [ 9 ]                                                                              |
| 2017 | You mean everything to me     |              | Cambrian Period OST                         | [ 10 ]                                                                             |
| 2018 | Thời niên thiếu               | 少年时       | Sống không dũng cảm uổng phí thanh xuân OST |                                                                                    |
| 2018 | Mùa mưa năm 17 tuổi           | 十七岁的雨季 | Sống không dũng cảm uổng phí thanh xuân OST |                                                                                    |
| 2018 | Yêu em không phai (cover)     | 对你爱不完   | Sống không dũng cảm uổng phí thanh xuân OST |                                                                                    |
| 2018 | Sui Yue Bu Dai Ren            |              | Everlasting Classics                        | [ 11 ]                                                                             |
| 2019 | My Motherland and I           |              | Qing Chun Wei Zu Guo Er Chang               | [ 12 ]                                                                             |
| 2019 | Thanh Xuân                    | 正青春       | Qing Chun Wei Zu Guo Er Chang               |                                                                                    |
| 2019 | Sinh Như Cuồng Lan            | 生如狂澜     | The Lost Tomb II: Explore with the Note OST | [ 13 ]                                                                             |
| 2019 | Sau Này Còn Gặp Lại           | 后会有期     | The Lost Tomb II: Explore with the Note OST |                                                                                    |
| 2020 | Bạn học                       | 同学         |                                             |                                                                                    |
| 2021 | Mùa Hoa                       | 花信         | Ta Chính Là Cô Nương Như Thế OST            |                                                                                    |
| 2021 | Gió Thét Gào                  | 呼啸的风     | Căng buồm ra khơi ngày nổi gió OST          |                                                                                    |
| 2023 | Khởi Minh Tinh                | 启明星       | Hộ Tâm OST                                  |                                                                                    |
| 2023 | Châu Thiên Chi Biến           | 周天之变     | Dị nhân chi hạ OST                          |                                                                                    |
| 2024 | Cùng đến nhân gian một chuyến | 共赴人间一趟 | Thiếu niên bạch mã túy xuân phong OST       |                                                                                    |
| 2024 | Nguyệt bán minh thời          | 月半明时     | Thiếu niên bạch mã túy xuân phong OST       |                                                                                    |
| 2024 | Thiếu niên của Viễn Châu      | 远舟的少年   | Đại mộng quy ly OST                         |                                                                                    |
| 2024 | Câu thơ nhỏ                   | 小诗句       | Đại mộng quy ly OST                         |                                                                                    |
| 2025 | Nhảy Múa Đi Lhasa             | 起舞吧 拉萨  |                                             | Chương trình Xuân Vãn 2025 phân khúc Tây Tạng (Trát Tây Bình Thố, Vương Tinh Việt) |
| 2025 | Chu Thiên Chi Biến            | 周天之变     | OST Dị Nhân Chi Hạ                          |                                                                                    |
| 2025 | Cầm Ngâm                      | 琴吟         |                                             |                                                                                    |

## Phim

### Phim truyền hình
| Năm            | Phim                                                                 | Tên tiếng Trung     | Tên tiếng Anh                         | Vai diễn                         | Phiên vị          | Bạn diễn                     | Nền tảng phát sóng | Ghi chú         |
| -------------- | -------------------------------------------------------------------- | ------------------- | ------------------------------------- | -------------------------------- | ----------------- | ---------------------------- | ------------------ | --------------- |
| 2017           | Hàn Võ Ký                                                            | 寒武纪              | Cambrian Period                       | Kiểm Tử                          | Phiên 2           | Châu Vũ Đồng                 | Youku              |                 |
| 2017           | Nhật ký suy luận                                                     | 推理笔记            | Inference Notes                       | Mễ Tạp Tạp                       | Phiên 2           | Trương Tử Phong              |                    |                 |
| 2017           | Trấn Hồn Nhai                                                        | 集镇魂街            | Rakshasa Street                       | Bạch Tĩnh Hiên                   |                   |                              | Youku              |                 |
| 2018           | Sống không dũng cảm uổng phí thanh xuân                              | 人不彪悍枉少年      | When We Were Young                    | Hoa Bưu                          | Phiên 1           | Vạn Bằng                     | WeTV               |                 |
| 2018           | Tây Du Ký: Nữ Nhi Quốc                                               | 西游记女儿国        | Journey to the West: Kingdom of Women | Đường Tăng thời niên thiếu       |                   | Bạch Lộc                     |                    | không phát sóng |
| 2019           | Đạo mộ bút ký 2: Nộ Hải Tiềm Sa                                      | 盗墓笔记:怒海潜沙   | The Lost Tomb 2                       | Ngô Tà                           | Phiên 1           | Thành Nghị                   |                    |                 |
| 2019           | Đạo mộ bút ký 3: Tần Lĩnh Thần Thụ                                   | 盗墓笔记:秦岭神树   | The Lost Tomb 3                       | Ngô Tà                           | Phiên 1           | Thành Nghị                   |                    |                 |
| 2020           | Thợ săn tâm trạch                                                    | 心宅猎人            | Psych Hunter                          | Giang Thước/ Lục Chỉ             | Phiên 1           | Chúc Tự Đan, Lưu Đông Thấm   | iQIYI              |                 |
| 2020           | "Anh Nhất Định Sẽ Nhớ Em" trong show "Gặp Em Ở Không Gian Song Song" |                     | When We Write Love Story              | Hầu Hạo                          |                   | Dương Siêu Việt              | WeTV               |                 |
| 2021           | Ta chính là cô nương như thế                                         | 我就是这般女子      | A Girl Like Me                        | Dung Hà                          | Phiên 2           | Quan Hiểu Đồng               | WeTV; iQIYI        |                 |
| 2021           | Căng buồm ra khơi ngày nổi gió                                       | 启航当风起时        | Our Times                             | Bùi Khánh Hoa                    | Phiên 2           | Ngô Lỗi, Hướng Hàm Chi       | WeTV               |                 |
| 2021           | Lý tưởng chiếu rọi Trung Quốc                                        | 理想照耀中国        | Faith Makes Great                     | Thái Bác Chân                    |                   |                              |                    |                 |
| 2021           | Đột phá                                                              | 突围                | People's Property                     | Lâm Tiểu Vĩ                      | Khách mời         |                              |                    |                 |
| 2021           | Lớp học tập đọc                                                      | 阅读课              | Reading Class                         | Lục Tinh Thần                    |                   | Tống Tổ Nhi                  |                    | không phát sóng |
| 2022           | Hẻm nhỏ                                                              | 胡同                |                                       | Thiết Đản                        | Phiên 2           | Triệu Lộ Tư                  | Mango TV           |                 |
| 2023           | Hộ tâm                                                               | 护心                | Back From The Brink                   | Thiên Diệu                       | Phiên 1           | Châu Dã                      | Youku              |                 |
| 2023           | Dị nhân chi hạ                                                       | 异人之下            | I Am Nobody                           | Vương Dã                         | Phiên 2           | Bành Dục Sướng, Vương Ảnh Lộ | Youku              |                 |
| 2024           | Thiếu niên Babylon                                                   | 少年巴比伦          | Young Babylon                         | Lộ Tiểu Lộ                       | Phiên 2           | Dương Thái Ngọc              | WeTV               |                 |
| 2024           | Thiếu Niên Bạch Mã Túy Xuân Phong                                    | 少年白马醉春风      | Dasing Youth                          | Bách Lý Đông Quân                | Phiên 1           | Hồ Liên Hinh, Hà Dữ          | Youku              |                 |
| 2024           | Đại Mộng Quy Ly                                                      | 大梦归离            | Fangs of Fortune                      | Chu Yếm/Triệu Viễn Châu/Ứng Long | Phiên 1           | Trần Đô Linh                 | iQIYI              |                 |
| 2025           | Dị nhân chi hạ: Quyết chiến Bích Du Thôn                             | 异人之下:决战碧游村 | I Am Nobody                           | Vương Dã                         | Phiên 2           | Bành Dục Sướng, Vương Ảnh Lộ | Youku              |                 |
| 2025           | Hoài Thủy Trúc Đình                                                  | 淮水竹亭            | Love in Pavilion                      | Bách Mục Yêu Quân                | khách mời (cameo) | Trần Ngọc Kỳ                 | IQIYI              |                 |
| Chưa phát sóng | Tiêu Dao                                                             | 逍遥                |                                       | Hồng Diệp                        | Phiên 2           | Đàm Tùng Vận                 | iQIYI              |                 |
| Chưa phát sóng | Nhập Thanh Vân                                                       | 入青云              | Love in the clouds                    | Kỷ Bá Tể                         | Phiên 1           | Lư Dục Hiểu                  | Youku              |                 |
| Chưa phát sóng | Ngọc Minh Trà Cốt                                                    | 玉茗茶骨            |                                       | Lục Giang Lai                    | Phiên 1           | Cổ Lực Na Trát               | Mango TV           |                 |
| Đang quay      | Tước Cốt                                                             | 雀骨                |                                       | Tiêu Vô Y                        | Phiên 1           | Ngải Mễ                      | Iqiyi              |                 |

### Phim điện ảnh
| Năm  | Phim                         | Tên tiếng Trung    | Vai diễn              | Ghi chú    |
| ---- | ---------------------------- | ------------------ | --------------------- | ---------- |
| 2016 | Đội bóng tiếu lâm            | 嫌疑人X的献身      | Tiểu Soái             |            |
| 2016 | Thiên thần học đường         | 天使学院的爱情战记 | Tiểu Hạo              |            |
| 2016 | Lương Cung Chi Điểu          |                    | Tô Ngưu               |            |
| 2017 | Hiến thân của nghi can X     | 嫌疑人X的献身      | Đường Xuyên (lúc trẻ) |            |
| 2019 | Trở lại quá khứ để ôm lấy em | 回到过去拥抱你     | Cao Tư Lâm            |            |
| 2020 | Tâm tư của chú khuyển        | 家有儿女之最佳拍档 |                       | lồng tiếng |
| 2023 | Vùng Xanh                    | 狂怒沙暴           | Trợ lý Ninh           |            |

## Thương hiệu
|                     | THƯƠNG HIỆU      | DANH PHẬN                             |
| ------------------- | ---------------- | ------------------------------------- |
| THƯƠNG HIỆU CÁ NHÂN | FAD3AWAY         | Người sáng lập/Giám đốc thương hiệu   |
| THƯƠNG HIỆU         | MONTBLANC        | Đại sứ thương hiệu                    |
| THƯƠNG HIỆU         | Trang sức FRED   | Đại sứ thương hiệu khu vực Trung Quốc |
| THƯƠNG HIỆU         | MEDM             | Người phát ngôn thương hiệu đầu tiên  |
| THƯƠNG HIỆU         | Glico Trung Quốc | Người phát ngôn thương hiệu Pocky     |
| THƯƠNG HIỆU         | Trà Rangcha      | Người phát ngôn của thương hiệu       |
| THƯƠNG HIỆU         | Mỹ phẩm Zhuben   | Đại sứ thương hiệu Zhuben             |
| THƯƠNG HIỆU         | Mỹ phẩm Dr.Yu    | Đại sứ thương hiệu                    |
| THƯƠNG HIỆU         | CROCS            | Người phát ngôn Trung Quốc            |
| THƯƠNG HIỆU         | FILA             | Đại sứ thương hiệu xu hướng           |
| THƯƠNG HIỆU         | Hisense TV       | Người phát ngôn thế hệ mới            |
| THƯƠNG HIỆU         | Eggy Party       | Đại sứ thương hiệu                    |
| THƯƠNG HIỆU         | Versace          | Đại sứ nước hoa                       |

## Tạp chí
| Năm  | Tên tạp chí                    | Tên tiếng Trung      | Ghi chú                                             |
| ---- | ------------------------------ | -------------------- | --------------------------------------------------- |
| 2016 | Hướng dẫn mua sắm hàng cao cấp | 精品购物指南         |                                                     |
| 2019 | Chicteen                       | Chicteen             |                                                     |
| 2019 | LifestyleSIZE                  | SIZE 潮流生活        |                                                     |
| 2019 | Tạp chí MEN'S UNO YOUNG        | 风度men's uno Young! |                                                     |
| 2019 | Hướng dẫn mua sắm hàng cao cấp | 精品购物指南         |                                                     |
| 2019 | Tạp chí Tân Vi                 | 昕薇                 |                                                     |
| 2022 | Tạp chí Tân Vi                 | 昕薇                 |                                                     |
| 2022 | K!ND                           | K!ND                 |                                                     |
| 2022 | Tạp chí NYLON                  | 尼龙 NYLON           |                                                     |
| 2023 | Tạp chí NEUFMODE               | NeufMode 九号摩登    |                                                     |
| 2023 | Tạp chí Power Circles          | 势界 POWERCIRCLES    |                                                     |
| 2023 | Tạp chí BAZAAR                 |                      | Tuyên truyền phim Hộ Tâm                            |
| 2024 | Tạp chí BAZAAR                 |                      | Tuyên truyền phim Thiếu niên bạch mã túy xuân phong |

## Chương trình truyền hình
| Năm  | Chương trình                     |
| ---- | -------------------------------- |
| 2016 | Baby Let Me Go                   |
| 2016 | Ngày chủ nhật tươi mới           |
| 2016 | Thiên Thiên Hướng Thượng         |
| 2016 | Fresh Sunday                     |
| 2016 | Hồ Bắc Võ Hán                    |
| 2017 | Bảy Mươi Hai Tầng Kỳ Lâu         |
| 2017 | Quán Quân Tới Đây                |
| 2017 | Battle! Hot Body                 |
| 2017 | Happy Camp                       |
| 2017 | Sự Ra Đời Của Diễn Viên          |
| 2017 | Câu Lạc Bộ Kịch Vui Vẻ           |
| 2018 | Shake it up                      |
| 2018 | Tiết Mục Cuối Năm                |
| 2018 | Ca Khúc Kinh Điển Cùng Thời Gian |
| 2018 | Happy Camp                       |
| 2018 | Phi Thường Tĩnh Cự Li            |
| 2018 | King Of Masked Singer            |
| 2021 | Gặp em ở không gian song song    |
| 2024 | Xin chào thứ 7                   |
| 2024 | Trở về thực tại sau 10 ngày      |
| 2024 | Hoa Thiếu 6                      |
| 2024 | Ngày thông báo kì diệu           |

## Giải thưởng
| NĂM  | GIẢI THƯỞNG                                                 | LỄ TRAO GIẢI                                    |
| ---- | ----------------------------------------------------------- | ----------------------------------------------- |
| 2014 | Giải thưởng “Người mới triển vọng”                          |                                                 |
| 2016 | Diễn viên mới được yêu thích nhất năm                       | Lễ trao giải kỷ niệm 4 năm của tạp chí OK! Star |
| 2016 | “Người mới triển vọng nhất”                                 | Lễ kỷ niệm 12 năm thời trang nam                |
| 2016 | “Người mới Up nhất năm”                                     | Let's Fashion Up tổ chức                        |
| 2016 | “Nhân khí được yêu thích nhất trên mạng thời trang của năm” |                                                 |
| 2017 | Nam diễn viên truyền hình mạng được yêu thích nhất          |                                                 |
| 2017 | Nghệ sĩ mới của năm                                         | Lễ trao ảnh hưởng truyền hình Weibo             |
| 2018 | Nghệ Sĩ Tiến Thủ Hàng Năm                                   | Đêm hội Weibo                                   |
| 2018 | Diễn viên phim truyền hình tiềm lực hằng năm                | Đêm hội QQ Tinh Quang Thịnh Điển                |
| 2018 | Đại sức công ích hằng năm                                   | Thịnh Điển Tiên Sinh Thời Thượng                |
| 2019 | Nghệ sĩ năng lượng trẻ                                      | Sina Fashion Style Awards                       |
| 2019 | Thần tượng công ích hằng năm                                | Thịnh điển Thời trang Figaro                    |
| 2020 | Nam diễn viên được theo dõi yêu thích nhất YOUTURE          | Buổi lễ BOUTIQUE STYLE                          |
| 2021 | Nghệ sĩ kết cấu thời trang hằng năm                         | Sina Fashion Style Awards                       |
| 2023 | Diễn viên tiến bộ của năm                                   | Đêm hội Weibo                                   |
| 2023 | Ngôi sao chất lượng phim truyền hình mới nổi                | Thịnh Điển Chất Lượng Phim Truyền Hình          |
| 2024 | Diễn viên sáng giá của năm                                  | Đêm hội tầm nhìn Weibo                          |
| 2024 | Diễn viên tiến thủ của năm                                  | Đêm hội gào thét Iqiyi                          |
| 2024 | Diễn viên có bước tiến nhảy vọt của năm                     | Đêm hội Weibo                                   |